# The Fighting Generation
The Fighting Generation é um curta-metragem de propaganda de 1944, produzido sob encomenda do Departamento do Tesouro dos EUA e destinado a aumentar as vendas de títulos de guerra. Foi dirigido por Alfred Hitchcock (não creditado) e estrelado por Jennifer Jones no papel de auxiliar de enfermagem. O filme foi rodado em um único dia, em 9 de outubro de 1944.  Rhonda Fleming e os atores Steve Dunhill e Tony Devlin deveriam aparecer na cena, de acordo com uma lista de convocação;  no entanto, apenas Jones aparece na tela.
O filme sobreviveu no Academy Film Archive e foi encontrado preservado em 2008. O filme faz parte da Academy War Film Collection, uma das maiores coleções não governamentais de curtas-metragens da era da Segunda Guerra Mundial.